# Харлинџен (Њу Џерзи)
Харлинџен (енгл. Harlingen) насељено је место без административног статуса у америчкој савезној држави Њу Џерзи.

## Демографија
По попису из 2010. године број становника је 297.
| Група             | 2000.    | 2010.       |
| Белци             | 0 (0,0%) | 221 (74,4%) |
| Афроамериканци    | 0 (0,0%) | 5 (1,7%)    |
| Азијати           | 0 (0,0%) | 49 (16,5%)  |
| Хиспаноамериканци | 0 (0,0%) | 17 (5,7%)   |
| Укупно            | 0        | 297         |